# كابماتينيب
كابماتينيب (Capmatinib)، الذي يباع تحت الاسم التجاري تبريكتا(Tabrecta) ، هو دواء يستخدم لعلاج سرطان الرئة ذو الخلايا غير الصغيرة (NSCLC).  على وجه التحديد في حالة الأمراض النقيلية مع تخطي الإكسون 14 من الجين MET  التي تم العثور عليها في 3-4٪ من الأشخاص المصابين بسرطان الرئة.  و يعطى عن طريق الفم. 
تشمل الآثار الجانبية الشائعة لهذا العقار على: التورم الطرفي و الغثيان والتعب و ضيق التنفس و انخفاض الشهية.  إضافة إلى ذلك، فقد تشمل الآثار الجانبية الأخرى التهاب الرئة و مشاكل الكبد وحروق أشعة الشمس.  أما استخدامه أثناء الحمل فقد يؤدي إلى الإضرار بالجنين.  إنه مثبط لتيروزين كيناز. 
تمت الموافقة على كابماتينيب للاستخدام الطبي في الولايات المتحدة في عام 2020.  بالرغم من ذلك، لم تتم الموافقة عليه في كل من أوروبا أو المملكة المتحدة اعتبارًا من عام 2021.  في الولايات المتحدة، تبلغ تكلفة 4 أسابيع حوالي 19800 دولار أمريكي اعتبارًا من عام 2021. 